# فران كيربي
فران كيربي (مواليد 29 يونيو 1993) هي لاعبة كرة قدم إنجليزية تلعب في مركز المهاجم في نادي تشيلسي.

## روابط خارجية
- فران كيربي على موقع الاتحاد الدولي (مؤرشف)  (الإنجليزية)
- فران كيربي على موقع الاتحاد الأوربي (الإنجليزية)
- فران كيربي على موقع قاعدة بيانات كرة القدم.إي يو (الإنجليزية)
- فران كيربي على موقع Soccerway.com (الإنجليزية)
- فران كيربي على موقع أوليمبيديا (الإنجليزية)
- فران كيربي على موقع اللجنة الأولمبية البريطانية (الإنجليزية)